# Süddeutsche Sonntagspost
Die Süddeutsche Sonntagspost war eine deutsche Wochenzeitung, die von 1926 bis 1943 in München im Knorr & Hirth-Verlag erschien.

## Ausrichtung
Vor der Gleichschaltung der Presse durch die Nationalsozialisten war die Süddeutsche Sonntagspost demokratisch ausgerichtet. 1933 hatte sie eine Auflage von 200.000 Stück. Mit der Machtergreifung wurde der amtierende Chefredakteur der Wochenzeitung Walter Tschuppik, ein Gegner des NS-Regimes, verhaftet und ersetzt.

## Bekannte Mitarbeiter
- Werner Friedmann arbeitete während seines Studiums als Reporter für die Süddeutsche Sonntagspost.
- Ernst Kammerer ist ein weiterer bekannter Autor.